# A contraluz (fotografía)
A contraluz (habitualmente referido en francés como contre-jour, o incluso en inglés, backlight) es una técnica fotográfica en la que la cámara apunta directamente hacia una fuente de luz.

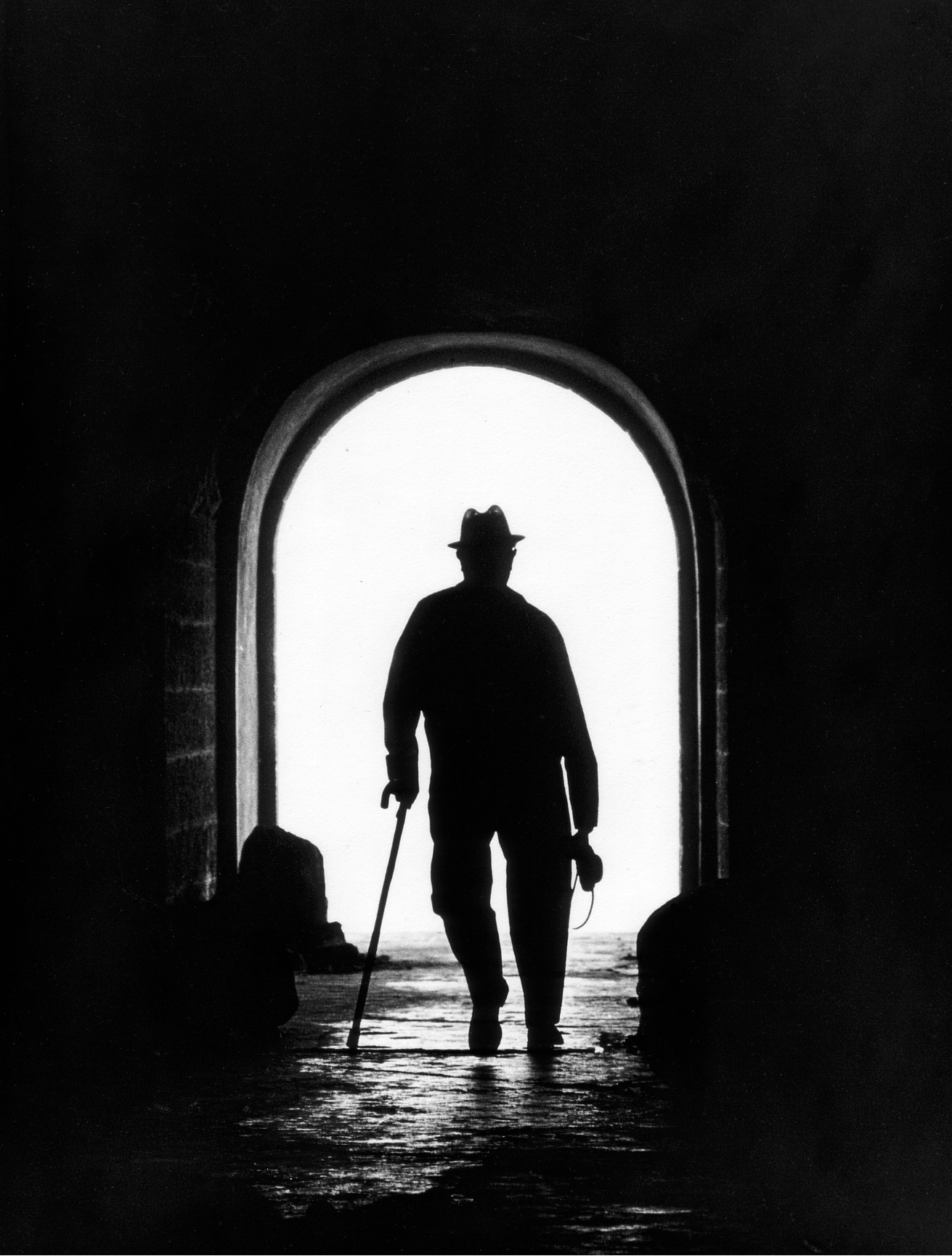
Ejemplo de la técnica a contraluz

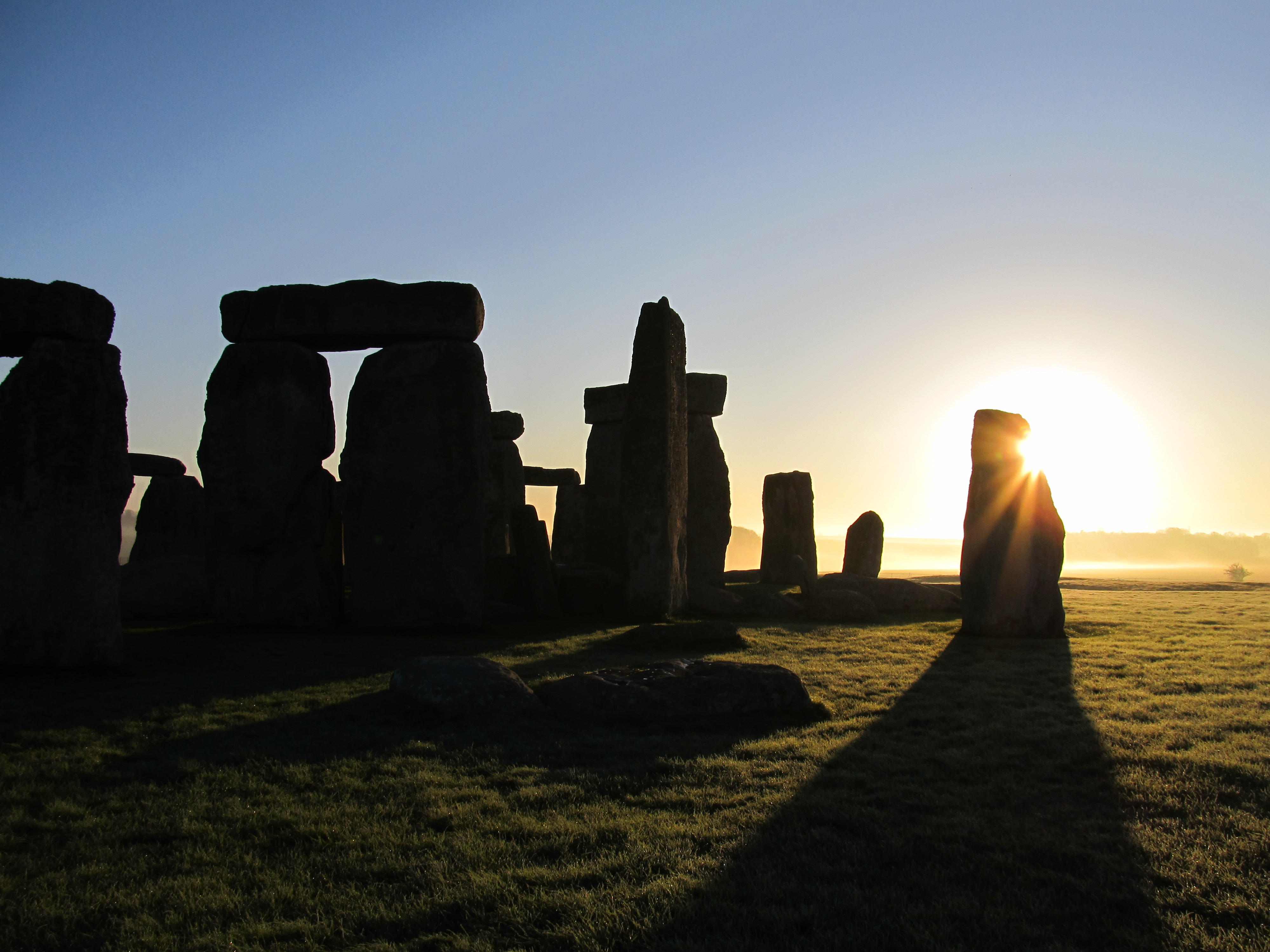
Contraluz en un atardecer en Stonehenge.

Esta técnica produce la retroiluminación del objeto. Además, provoca varios efectos como un fuerte contraste entre luz y oscuridad, esconde detalles de la fotografía, crea siluetas y acentúa las líneas y formas. El sol, u otra fuente de luz, es a menudo visto como un punto brillante o como un fuerte resplandor detrás del sujeto.
La Real Academia Española indica que una de las acepciones del término contraluz se refiere a una fotografía que se obtiene apuntando desde el lado opuesto de la luz.
Entre las técnicas a utilizar para realizar un contraluz se recomienda tomar fotografías antes del amanecer o después del atardecer, cuando el sol está por debajo del horizonte, o intentar ocultar el sol detrás de una estructura, un objeto o una persona. La calidad de la lente influirá en la posibilidad de que se produzcan destellos o imágenes fantasma.